# Mokil
Mokil (o Mwoakilloa) è un atollo delle Isole Caroline. Amministrativamente è una municipalità del distretto delle isole esterne di Pohnpei, dello Stato di Pohnpei, uno degli Stati Federati di Micronesia. Ha una superficie di 2 km² e 147 abitanti (Census 2008).

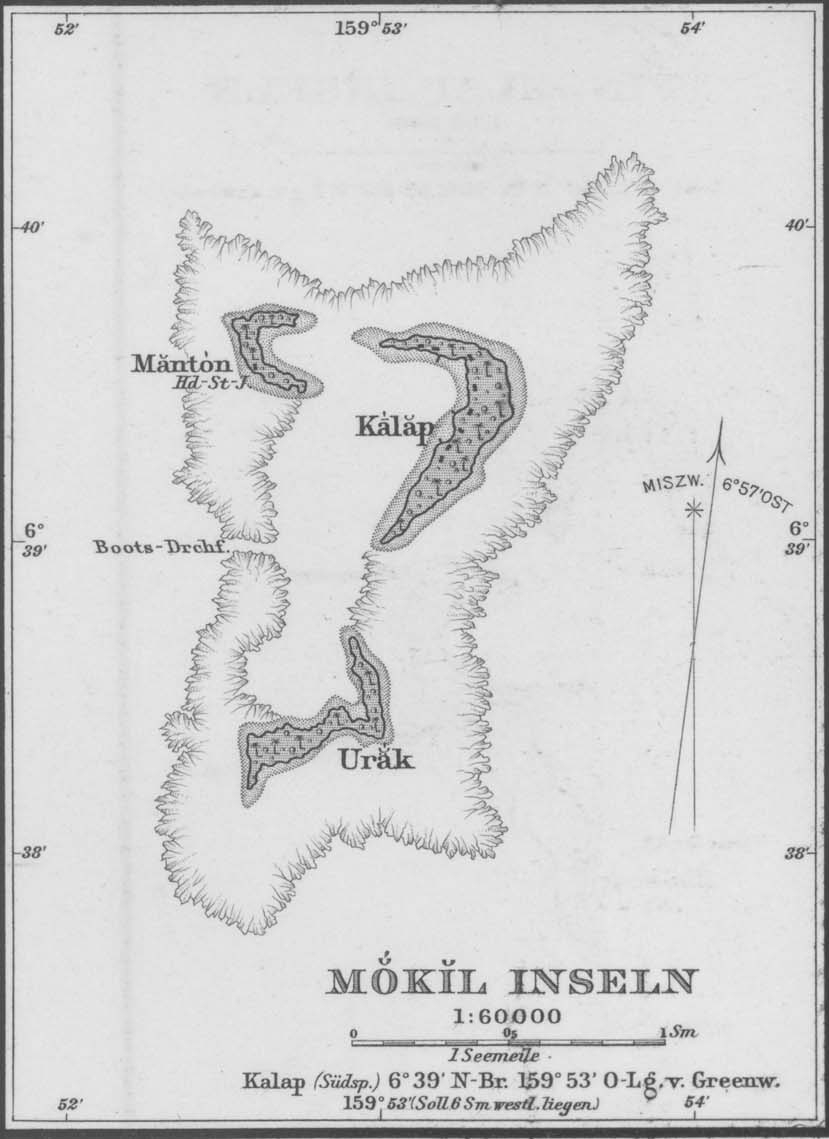

| Controllo di autorità | VIAF (EN) 237088764 · LCCN (EN) sh93009650 · GND (DE) 7849845-4 · J9U (EN, HE) 987007553946405171 |